# Kepler-62c

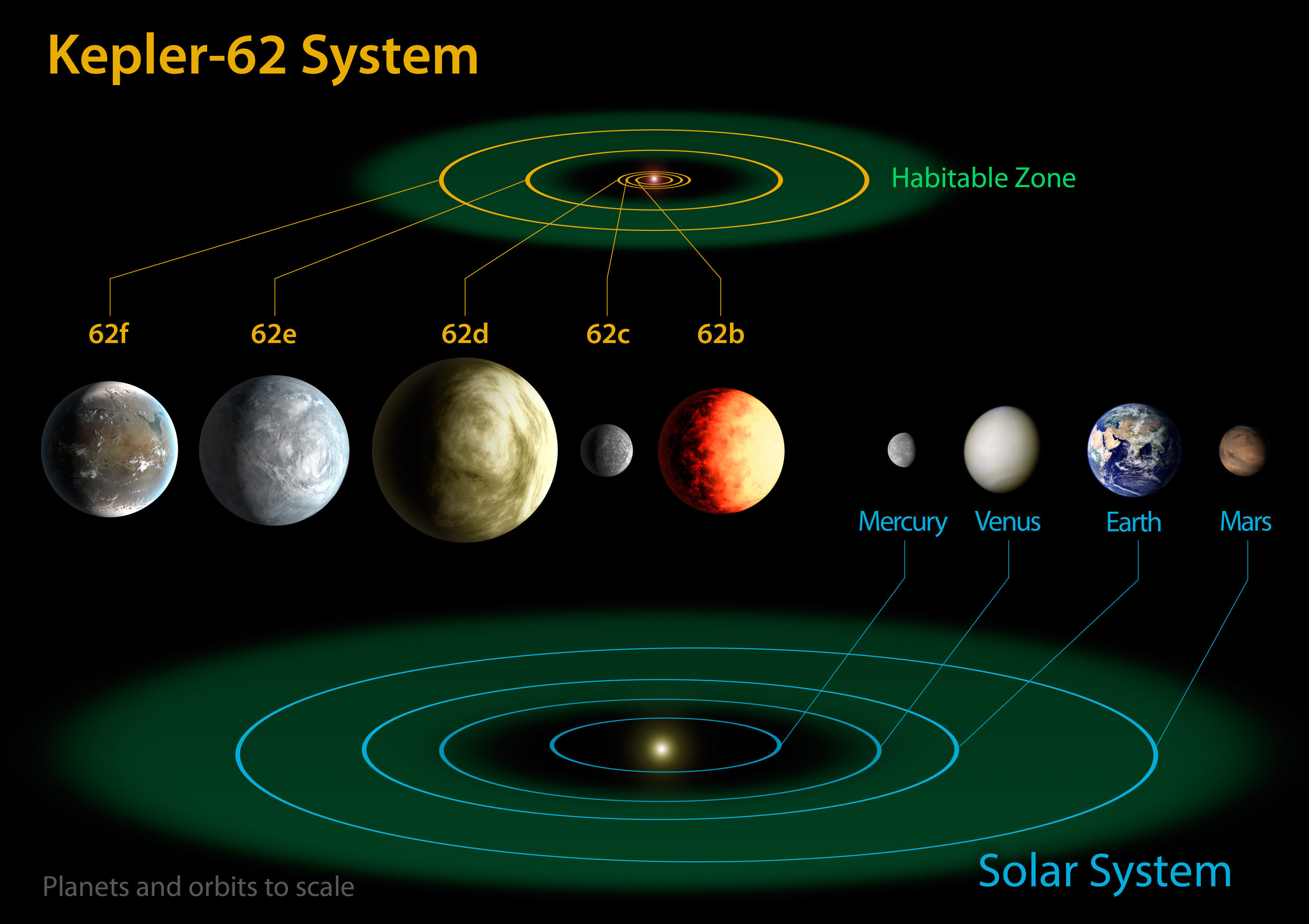
Comparação das dimensões dos planetas do sistema Kepler-62 com os planetas interiores do Sistema Solar.

Kepler-62c é um exoplaneta, aproximadamente do tamanho de Marte descoberto orbitando em torno da estrela Kepler-62, uma estrela que está localizada a cerca de 1.200 anos-luz (370 parsecs) a partir da Terra, na constelação de Lyra. Ele é o segundo mais interno dos cinco planetas descobertos pelo telescópio espacial Kepler da NASA em torno de Kepler-62. No momento da descoberta foi o segundo menor exoplaneta a ser descoberto e confirmado pela Kepler, depois de Kepler-37b. Ele foi encontrado usando o método de trânsito, quando o efeito de escurecimento que faz um planeta como ele quando cruza em frente da sua estrela é medido. Seu fluxo estelar é de 25 ± 3 vezes ao da Terra.